# Gurban Durdy
Gurban Durdy (ros. Курбан Дурды, Kurban Durdy; ur. 25 października 1917 w aule Goňur-Ýap w wilajecie maryjskim, zm. 12 lutego 1976 we wsi Köşi w rejonie aszchabadzkim w Turkmeńskiej SRR) – radziecki wojskowy, młodszy sierżant, Bohater Związku Radzieckiego (1941).

## Życiorys
Był Turkmenem. Skończył 6 klas szkoły, pracował w kołchozie, we wrześniu 1938 został wcielony do Armii Czerwonej, w 1939 ukończył szkołę pułkową. Brał udział w agresji ZSRR na Polskę we wrześniu 1939, po ataku Niemiec na ZSRR uczestniczył w walkach w Jedyńcach, a 26-27 czerwca 1941 nad Prutem, gdzie wyróżnił się odwagą i ostatecznie został ciężko ranny. Zdemobilizowany z powodu ciężkiego zranienia, w 1947 ukończył studia w Instytucie Pedagogicznym w Aszchabadzie, później był dyrektorem Muzeum Historii Akademii Nauk Turkmenii. Otrzymał honorowe obywatelstwo miasta Jedyńce. 9 listopada 1941 otrzymał tytuł Bohatera Związku Radzieckiego i Order Lenina; był również odznaczony medalami.